# جيسي ليفينز
جيسي ليفن (بالإنجليزية: Jesse Levine) (ولد في 15 أكتوبر 1987، في أوتاوا، أونتاريو بكندا). هو لاعب كرة مضرب محترف.